# Sato Takuya
Takuya Sato (sinh ngày 19 tháng 7 năm 1978) là một cầu thủ bóng đá người Nhật Bản.

## Sự nghiệp câu lạc bộ
Takuya Sato đã từng chơi cho FC Tokyo, Okinawa Kariyushi FC, FC Ryukyu và FC Ryukyu.